# Robert Carr (1er comte de Somerset)
Pour les articles homonymes, voir Robert Carr et Carr.
Robert Carr (v. 1587 - 17 juillet 1645), 1er comte de Somerset, est un favori du roi d'Angleterre Jacques Ier.

## Biographie
Originaire d'Écosse, il fait partie de la suite du favori lord Hay lorsque le roi l'aperçoit. Le 25 mars 1611, il est créé vicomte de Rochester. En un rien de temps, il est secrétaire privé, chevalier de la Jarretière et reçoit des pensions et des châteaux. Il est créé comte de Somerset à l'occasion de son mariage en 1613 avec lady Frances Howard, dont l'union avec le comte d'Essex vient d'être annulée.  
En 1610, Carr persuade le roi de dissoudre le parlement après celui-là se montre hostile aux favoris Écossais du roi. Le roi en fait trésorier de l'Écosse le 23 décembre 1613 et au course de l'année suivante il est créé Lord-chambellan. 
Robert Carr et sa femme Frances Howard sont arrêtés à la suite du meurtre de sir Thomas Overbury, secrétaire et ami de Robert Carr. Celui-ci s'était opposé au mariage de son maître avec Frances Howard. La comtesse bientôt se confesse à l'assassinat, quoique Robert proteste fermement qu'il n'aurait eu aucune connaissance de l'intrigue. Le procès pourtant l'y rend complice quand on prouve qu'il avait brûlé des documents incriminants et payé des pots-de-vin pour cacher la culpabilité de sa femme.
Condamnés à être brûlés vifs, les deux époux sont épargnés de la peine de mort par le roi, qui les condamne à la prison pour la vie. En 1622, le roi les grâcie et les Carr doivent se retirer dans le modeste château de Robert en Écosse.